# Aurel Leluțiu

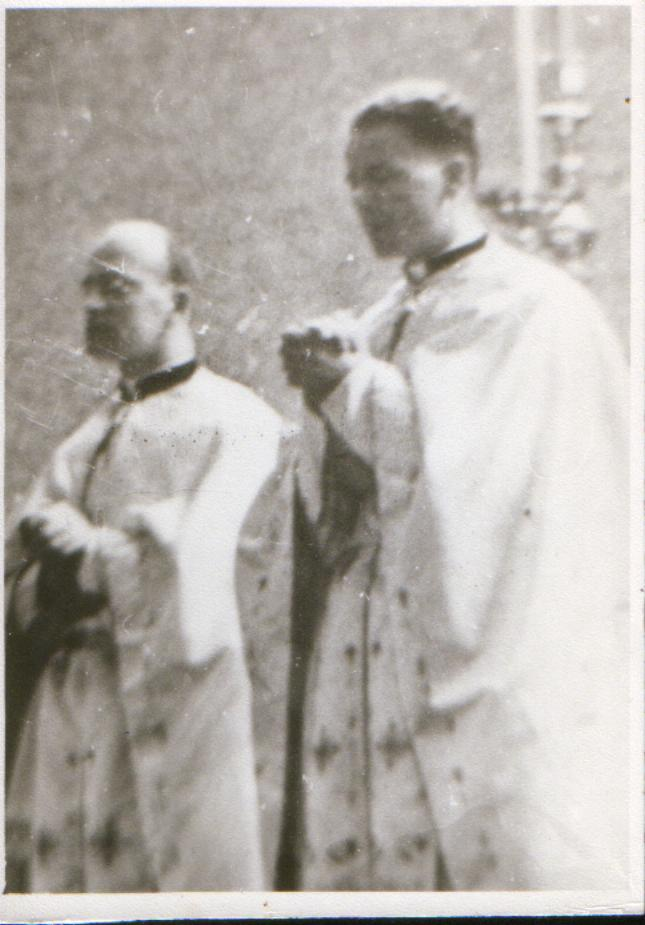
25 martie 1939, ziua hirotonirii:
preot Aurel Leluțiu împreună cu viitorul cardinal Alexandru Todea.

Aurel Al. Leluțiu  (n. 21 aprilie 1914, Olteț, comuna Viștea de Jos, județul Brașov — d. 23 decembrie 1980, Blaj) a fost un preot român unit, al patrulea fiu al familiei Alexandru și Maria Leluțiu. Tatăl său a murit în Primul Război Mondial, așa că unchiul său, căpitanul Alexandru Leluțiu, a rămas să se îngrijească de familie.
Tânărul Aurel Leluțiu a urmat liceul Aurel Vlaicu la Orăștie și apoi la Colegiul Național „Gheorghe Lazăr” din Sibiu. Proaspăt bacalaureat, în anul 1932, la doar 18 ani, datorită chemării sale religioase, este trimis să studieze 9 ani la Pontificio Atenaeo Urbano de Propaganda Fide, la Roma. Prietenul său, viitorul cardinal Alexandru Todea, îl va găsi la Roma peste 3 ani. Todea s-a întors la Blaj în anul 1940, în timp ce Aurel Leluțiu va rămâne încă un an, luând două doctorate, unul în teologie bizantină, altul în științe ecleziastice orientale, ambele obținute cu notă maximă (magna cum laude).
După finalizarea studiilor în cetatea eternă, se reîntoarce în țară, fiind numit profesor de religie la Liceul Sf. Vasile cel Mare din Blaj, iar episcopul greco-catolic Ioan Suciu l-a numit profesor de filosofie morală la Academia Teologică din Blaj. 
În anul 1948, în urma desființării Bisericii Române Unite cu Roma, a fost arestat și dus la Castelul Wesselényi din Obreja. Printr-un concurs de împrejurări, scapă de aici și se ascunde până în anul 1951, când este arestat din nou, dus la București la Ministerul de Interne, judecat și condamnat pe viață. Această pedeapsă a fost comutată ulterior la 25 de ani, din care a executat 14 ani la  Penitenciarul Jilava, Închisoarea Sighet, Râmnicu Sărat, Pitești și Gherla. În închisoare a fost statornic în credință și a avut o comportare demnă. Era foarte aspru cu sine însuși, dar foarte îngăduitor față de ceilalți oameni. A fost eliberat la data de 23 august 1964.
A trecut la cele veșnice în urma unui atac de cord, la 23 decembrie 1980, în gara Câmpia Libertății de lângă Blaj.